# Стаффорд (Вірджинія)
Стаффорд (англ. Stafford) — переписна місцевість (CDP) в США, в окрузі Стаффорд штату Вірджинія. Населення — 4320 осіб (2010).

## Географія
Стаффорд розташований за координатами 38°24′55″ пн. ш. 77°24′56″ зх. д. / 38.41528° пн. ш. 77.41556° зх. д. (38.415240, -77.415594).  За даними Бюро перепису населення США в 2010 році переписна місцевість мала площу 11,11 км², з яких 11,08 км² — суходіл та 0,04 км² — водойми.

## Демографія
Згідно з переписом 2010 року, у переписній місцевості мешкало 4320 осіб у 1073 домогосподарствах у складі 749 родин. Густота населення становила 389 осіб/км².  Було 1188 помешкань (107/км²).
Расовий склад населення:
| - 60,9 % — білих - 30,3 % — чорних або афроамериканців - 3,0 % — азіатів - 0,2 % — корінних американців - 3,1 % — осіб інших рас |

До двох чи більше рас належало 2,5 %. Частка іспаномовних становила 9,2 % від усіх жителів.
За віковим діапазоном населення розподілялося таким чином: 20,9 % — особи молодші 18 років, 74,8 % — особи у віці 18—64 років, 4,3 % — особи у віці 65 років та старші. Медіана віку мешканця становила 30,1 року. На 100 осіб жіночої статі у переписній місцевості припадало 159,0 чоловіків;  на 100 жінок у віці від 18 років та старших — 176,1 чоловіків також старших 18 років.
Середній дохід на одне домашнє господарство  становив 89 268 доларів США (медіана — 68 977), а середній дохід на одну сім'ю — 96 391 долар (медіана — 74 611). Медіана доходів становила 55 014 долари для чоловіків та 22 000 доларів для жінок. За межею бідності перебувало 11,7 % осіб, у тому числі 11,5 % дітей у віці до 18 років та 11,6 % осіб у віці 65 років та старших.
Цивільне працевлаштоване населення становило 1701 осіб. Основні галузі зайнятості: мистецтво, розваги та відпочинок — 21,7 %, освіта, охорона здоров'я та соціальна допомога — 16,1 %, публічна адміністрація — 15,0 %.